# Old World Underground, Where Are You Now?
Old World Underground, Where Are You Now? è il primo album in studio del gruppo musicale canadese Metric, pubblicato il 2 settembre 2003.

## Tracce
1. IOU – 4:22
2. Hustle Rose – 5:33
3. Succexy – 3:05
4. Combat Baby – 3:29
5. Calculation (Theme) – 3:31
6. Wet Blanket – 4:07
7. On a Slow Night – 4:36
8. The List – 2:52
9. Dead Disco – 3:25
10. Love Is a Place – 2:09

## Formazione
- Emily Haines - voce, chitarra elettrica, sintetizzatore
- James Shaw - chitarra elettrica, theremin
- Josh Winstead - basso
- Joules Scott-Key - batteria, percussioni

## Singoli
- Combat Baby
- Succexy
- Dead Disco